# Marie-Pauline Laurent
Pour les articles homonymes, voir Laurent.
Marie-Pauline Laurent, née Marie-Pauline Jullien à Paris le 11 novembre 1805 et morte dans la même ville le 8 février 1860, est une peintre miniaturiste sur porcelaine et sur émail.

## Biographie
Marie-Pauline Jullien naît à Paris le 20 brumaire an XIV (11 novembre 1805). Elle est la fille d'Antoine André Jullien, marchand de vins et œnologue, et d'Eustrasie Marie Gabrielle Devillers.
Marie-Pauline Jullien épouse le 10 novembre 1827 à Paris Thermidor Laurent. 
Élève de Jean Alaux dit le Romain, elle expose au Salon de Paris de 1831 à 1853. Elle est récompensée par des médailles de deuxième et troisième classe à trois reprises (1835, 1838, 1848). 
Conjointement à sa carrière de peintre pour la manufacture de Sèvres (1836/38-1860), Marie-Pauline Laurent expose à la Royal Academy de Londres de 1839 à 1852. L'œuvre de Marie-Pauline Laurent est, avec celle de Nicolas-Marie Moriot, d'une grande importance dans l'art de la miniature sur porcelaine (voir aussi Marie-Victoire Jaquotot).
Elle meurt le 8 février 1860 à Paris, dans le 6e arrondissement.

## Œuvres

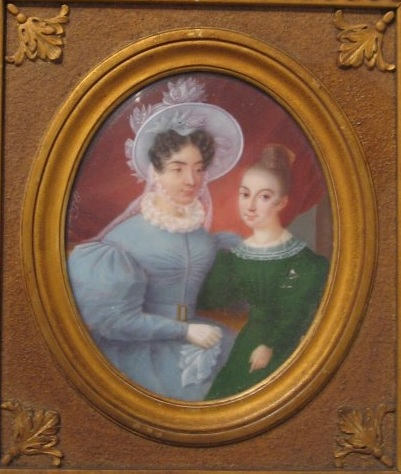
Portrait d'une mère et son enfant (1831), aquarelle et gouache sur ivoire, Bordeaux, musée des Arts décoratifs et du Design.

- Bordeaux, musée des arts décoratifs et du design :

Le musée conserve de nombreuses miniatures de cette artiste ou lui étant attribuées, dont un certain nombre représente des membres de la famille Roubeau et Larréguy. Elles sont toutes issues de la collection du bordelais Raymond Jeanvrot, qui était lointainement apparenté à l'artiste par son père. Le Portrait d'une mère et son enfant (1831) est la seule œuvre sur ivoire signée de la collection.
- Chantilly, musée Condé : Portrait de la reine Marie-Amélie, d'après Louis Hersent, XIXe siècle, peinture sur porcelaine[7]. Cette pièce est remarquable non seulement pour la qualité de son exécution, mais aussi par ses dimensions (45 × 31 cm), une prouesse technique pour une plaque en céramique[8] (noter que la manufacture Dihl et Guérard a réalisé des œuvres de qualité égale sur le plan artistique avec les peintres Marie-Victoire Jaquotot, Étienne-Charles Le Guay, etc., et supérieure sur le plan technique avec une peinture de Jacques Barraband sur une plaque de 59,5 × 49,3 cm[n 1]).
- Paris :
  - hôtel de Bourvallais : Le Retour des moissonneurs, peinture sur porcelaine[10].
  - musée du Louvre : Portrait en pied de la duchesse de Nemours, dans un jardin, XIXe siècle, peinture sur porcelaine.
- Poitiers :
  - musée Sainte-Croix : Jeune femme en buste, miniature sur email, 1859[11].
- Autres lieux :
  - François d'Orléans (1818-1900), prince de Joinville[12]